# Jean-Claude Brisseau
Jean-Claude Brisseau (* 17. Juli 1944 in Paris; † 11. Mai 2019 ebenda) war ein französischer Filmemacher, der in seinen Filmen häufig sexuelle Obsessionen umsetzte.

## Leben
Ursprünglich Französischlehrer in der Banlieue, begann er als Autodidakt Schmalfilme zu drehen. Er wurde von Éric Rohmer entdeckt und gefördert. Obwohl er anfangs seine sozialen Erfahrungen einarbeitete, wollte er nicht Realist oder Sozialkritiker sein.
Im Jahr 1988 erhielt Brisseau in Cannes für Lärm und Wut einen Förderpreis; 1992 war Céline in Berlin für den Goldenen Bären nominiert.
Gleichgültig, ob berechnete Provokation oder eher ins Bild gesetzte Obsession, sein Hang, in einzelnen Szenen auch pornografischen Ansprüchen zu genügen, brachte ihn mit Heimliche Spiele in eine Grenzsituation. Das wohl drastische Casting wurde von der französischen Justiz als sexuelle Belästigung gewertet und mit einer Bewährungsstrafe geahndet. Der Film selbst wurde von den angesehenen Cahiers du cinéma als bester Film des Jahres bezeichnet. Der Erfolg führte zu drei weiteren Filmen, Teuflische Engel – Heimliche Spiele 2 (2006), Gefallene Engel – Heimliche Spiele 3 (2008) und Teuflische Versuchung – Heimliche Spiele 4 (2018). Ein erneutes Ermittlungsverfahren 2006 mit demselben Vorwurf wie 2002 verlief folgenlos für ihn. Im zweiten Teil der Reihe verarbeitete er die Erlebnisse aus den Castings aus seiner Sicht.
2012 erhielt er für La Fille de nulle part den Goldenen Leoparden des Internationalen Filmfestivals von Locarno. Der Film stellt einen von Brisseau selbst gespielten verwitweten und pensionierten Mathematikprofessor in den Mittelpunkt, der eine junge obdachlose Frau (Virginie Legeay) bei sich aufnimmt.
Brisseau starb im Mai 2019 im Alter von 74 Jahren in Paris.

## Filmografie (Auswahl)
- 1978: Das Leben wie es ist (La vie comme ça) – Buch und Regie
- 1983: Grausames Spiel (Un jeu brutal) – Buch und Regie
- 1988: Lärm und Wut (De bruit et de fureur) – Buch und Regie
- 1989: Weiße Hochzeit (Noce blanche) – Buch und Regie
- 1992: Céline – Buch und Regie
- 1994: Ein schwarzer Engel (L’ange noir) – Buch und Regie
- 2000: Die armen Leute und der liebe Gott (Les savates du bon Dieu) – Buch und Regie
- 2002: Heimliche Spiele (Choses secrètes) – Buch und Regie
- 2006: Teuflische Engel – Heimliche Spiele 2 (Les anges exterminateurs) – Buch und Regie
- 2008: Gefallene Engel – Heimliche Spiele 3 (A l’aventure) – Buch und Regie
- 2012: Das Mädchen von nirgendwo (La fille de nulle part) – Buch, Regie, Darsteller
- 2018: Teuflische Versuchung – Heimliche Spiele 4 (Que le diable nous emporte) – Buch und Regie

## Auszeichnungen
- 1988: Prix spécial de la jeunesse der Internationalen Filmfestspiele von Cannes für Lärm und Wut
- 2012: Goldener Leopard des Internationalen Filmfestivals von Locarno für La fille de nulle part